# Overton (Nevada)
Overton es un área no incorporada localizada en el condado de Clark, Nevada, Estados Unidos.

## Ubicación e historia
La ciudad está en el extremo norte del lago Mead.
En este se localizan los aeropuertos Perkins Field y el Echo Bay.
Overton fue colocada originalmente en 1869, y habitualmente una rama de la SUD se organizó en el territorio durante 1883.

## Geografía

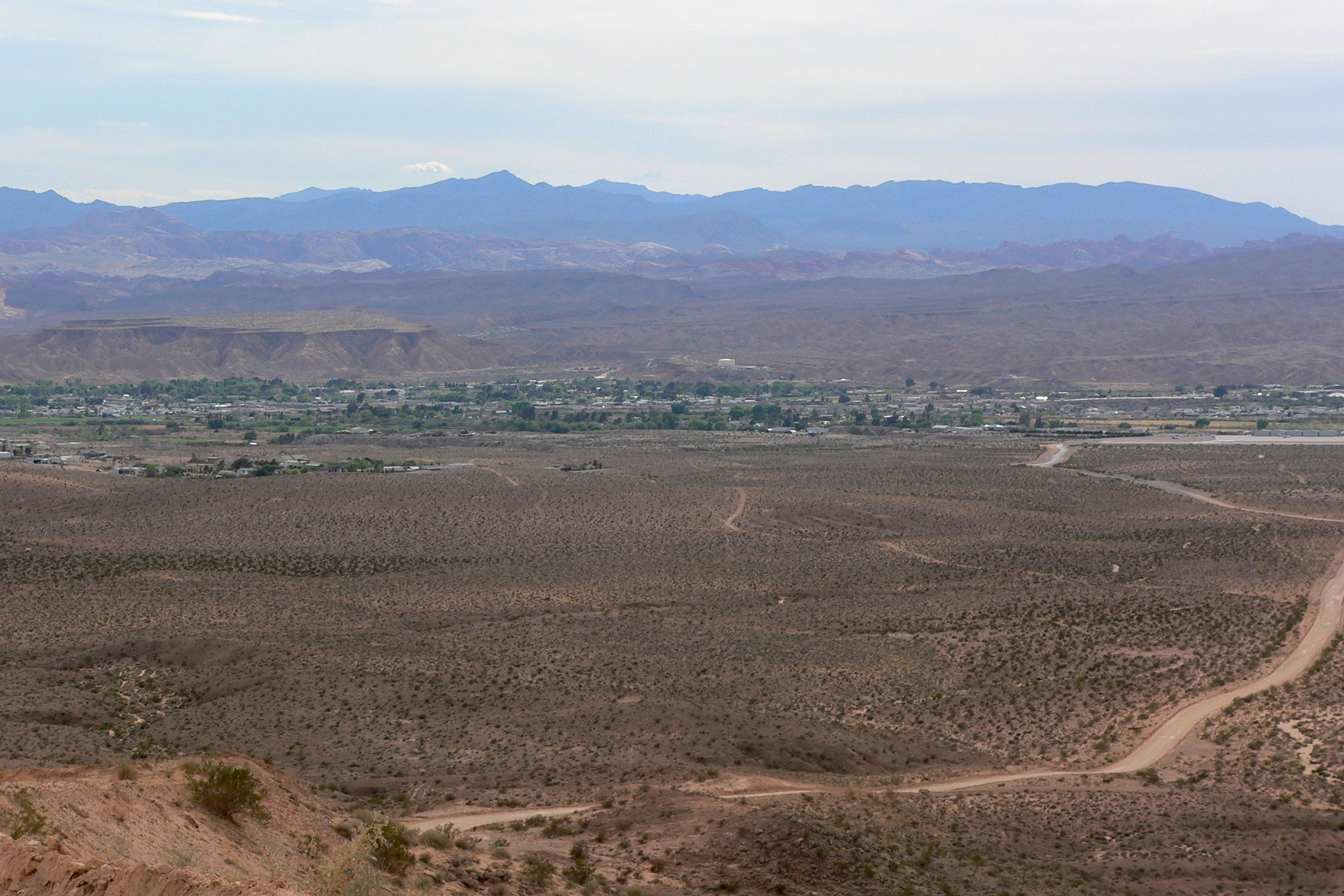
Imagen panorámica de Overton

Overton se encuentra a 105 km al noreste de Las Vegas, Nevada. La ciudad cuenta con un paisaje de mesetas, colinas, y la proximidad al lago Mead. También es el territorio más cercano al parque estatal Valley of Fire.

## Demografía
Según la oficina del censo, Overton es demográficamente parte de Moapa Valley.

## Atracciones
- Double Negative, obra de arte cavada cerca de Overton
- Museo Lost City, museo que contiene artefactos de Pueblo Grande de Nevada